# Ikuzō Saitō
Pour les articles homonymes, voir Saito.
Ikuzō Saitō (斎藤 育造, Saitō Ikuzō), né le 11 août 1960 à Matsusaka, est un lutteur gréco-romain japonais.

## Palmarès
Il obtient la médaille de bronze olympique en 1984 à Los Angeles en catégorie poids super mouches. En 1986, il est médaillé de bronze aux Jeux asiatiques dans la même catégorie. Il participe aussi aux Jeux olympiques de 1988 à Séoul sans remporter de médaille.